# NGC 7331
NGC 7331 (другие обозначения — PGC 69327, UGC 12113, MCG 6-49-45, ZWG 514.68) — спиральная галактика в созвездии Пегаса. Находится на расстоянии около 43 миллионов световых лет от Солнца. Была открыта Уильямом Гершелем в 1784 году.
Подобно Млечному Пути, галактика NGC 7331 имеет ярко выраженную спиральную структуру, поэтому её часто называют «двойником» нашей Галактики, а её изображение часто используют для того, чтобы дать представление о внешнем виде Млечного Пути. Это самый яркий объект, не включённый в каталог Мессье.
Этот объект входит в число перечисленных в оригинальной редакции «Нового общего каталога» (NGC).
В 1959 году Мильтон Хьюмасон открыл сверхновую (SN1959D) с координатами 32"W и 13"N от центра галактики. В 2013 и 2014 годах в галактике были зарегистрированы вспышки сверхновых, получивших обозначения соответственно SN 2013bu (тип II, пиковая видимая звёздная величина 16,6m) и SN 2014C (тип Ib, пиковая видимая звёздная величина 15,5m).
Кривая вращения галактики подробно исследована в докторской диссертации К. Бегемана.